# Sudanfarbstoffe

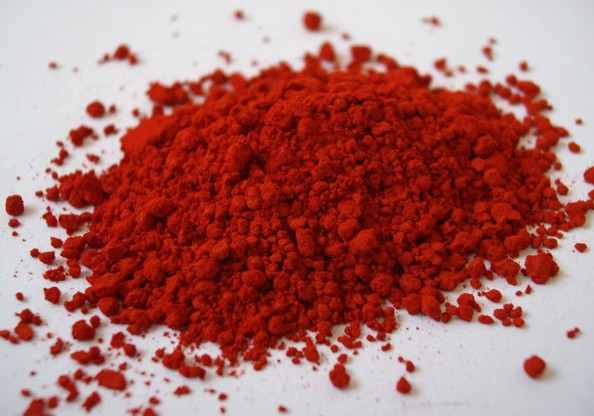
Sudan I, Pulver

Sudanfarbstoffe sind synthetisch hergestellte Lösungsmittelfarbstoffe, wobei es sich bei den gelben, orangefarbenen und roten Typen um Azofarbstoffe, bei den blauen um Anthrachinonfarbstoffe und bei den grünen um Mischungen aus Azo- und Anthrachinonfarbstoffen handelt. Sie sind löslich in Kohlenwasserstoffen, Ölen, Fetten und Wachsen und werden daher zum Färben selbiger verwendet.

## Etymologie
Im Zusammenhang mit Missbrauchsfällen wurde eine Anfrage der sudanesischen Botschaft an die Food Standards Agency (FSA) gestellt, weil der Eindruck erweckt werden könne, die Farbstoffe würden im Sudan hergestellt und könnten der Reputation des Landes schaden. Im Zuge der Diskussion konnte die Frage der Wortherkunft aber weder von der FSA noch von offizieller Seite des Sudan beantwortet werden. Die Farbstoffe sind seit 1883 bekannt, mit Sudan-III wurden zumindest ab 1886 Tierversuche durchgeführt. Die Frage zu beantworten wäre eine Sache der Geschichtsbücher, so die FSA. Eine Theorie zur Namensgebung besagt, dass sich beide Namen vom arabischen Wort „Sudd“ („Blockade“/„Barriere“) ableiten, welches den im Südsudan liegenden Papyrus-Sumpf mit gleichem Namen bezeichnet. Auch einige andere Farbstoffe sind nach afrikanischen Regionen oder Staaten benannt, z. B. Kongorot, ohne dass der Bezug restlos geklärt ist.

## Substanzen
| Name Colour-Index-Bezeichnung  | Farbe | Strukturformel |
| ------------------------------ | ----- | -------------- |
| Sudan I Solvent Yellow 14      |       | Sudan I        |
| Sudan II Solvent Orange 7      |       | Sudan II       |
| Sudan III Solvent Red 23       |       | Sudan III      |
| Sudan IV Solvent Red 24        |       | Sudan IV       |
| Sudanblau II Solvent Blue 35   |       | Sudanblau II   |
| Sudangelb G Solvent Yellow 16  |       | Sudangelb G    |
| Sudanorange G Solvent Orange 1 |       | Sudanorange G  |
| Sudanrot B Solvent Red 25      |       | Sudanrot B     |
| Sudanrot G Solvent Red 1       |       | Sudanrot G     |
| Sudanrot 7B Solvent Red 19     |       | Sudanrot 7B    |
| Sudanschwarz B Solvent Black 3 |       | Sudanschwarz B |

Es sind verschiedene Sudane mit Azogruppe (R1–N=N–R2) bekannt: Zum Beispiel das gelbe Sudan I, das orange Sudan II, das rote Sudan III sowie Sudan IV mit scharlachroter Farbe. Sudan I und II sowie Sudan III und IV sind strukturell sehr ähnlich und unterscheiden sich jeweils nur durch zwei zusätzliche Methylgruppen.

## Eigenschaften
Sudanfarbstoffe die die funktionelle Gruppe R–N=N–R' enthalten, gehören zu den Azoverbindungen. R und R' können dabei entweder eine Alkyl- oder eine Arylgruppe sein, wobei die Arylgruppen wegen ihrer Aromatizität stabiler sind. Sowohl die Phenyl- als auch die Naphthanolgruppe sind aromatische Ringsysteme. Die sp2-hybridisierten Stickstoffatome in der Azogruppe haben ein p-Orbital, die ein Paar π-Elektronen teilen, die die aromatischen Ringsysteme unter Bildung eines vollständig konjugierten Systems verbinden. Diese Konjugation ermöglicht es dem Molekül, Licht im sichtbaren Bereich zu absorbieren, wodurch es als Farbstoff geeignet ist, wobei längere konjugierte Systeme längere Wellenlängen absorbieren. Solche Verbindungen sind bekanntermaßen als ein Paar von Tautomeren vorhanden:

## Verwendung
Sudanfarbstoffe werden in der Histologie zur Färbung verwendet, wobei sich die Fettspezifität der Färbung bei den verschiedenen Farbstoffen unterscheidet. So färbt nicht Sudanschwarz B, sondern das Sudanrot 7B die meisten Lipide an. Es hat aber auch zugleich die größte Fettunspezifität. Die geringste Lipidunspezifität zeigt Sudan IV, dann folgen Scharlach R med und Sudanschwarz B. Einzelne Lösungsmittel beeinflussen die Färbebreite des Sudanschwarz B. Fette werden am meisten von Sudanschwarz B-Diacetin, von der chromatographisch blauen Fraktion des Sudanschwarz B (Ethanol) und von Sudanschwarz B-Propylenglycol erfasst. Eiweißsubstanzen tingieren sich besonders mit Sudanschwarz B-Propylenglycol; mit Abstand folgen dann kolloidales Sudanschwarz B-Ethanol, Sudanschwarz B-Triethylphosphat und die chromatographisch blaue Fraktion des Sudanschwarz B (Ethanol). Polysaccharide werden am stärksten von der blauen chromatographischen Fraktion des Sudanschwarz B (Ethanol), dem Sudanschwarz B-Propylenglycol und dem kolloidalen Sudanschwarz B-Ethanol angefärbt. Die Sudanfarbstoffe lassen sich trotz dieser Einwände in der Routinehistologie zur Darstellung „freier“ Fette verwenden, wenn man Ethanol bzw. Isopropanol als Lösungsmittel benutzt.
In der Europäischen Union sind sie seit 1995 nicht mehr als Lebensmittelzusatzstoff zugelassen, da sie im Körper in Amine aufgespalten werden können, von denen einige karzinogen sind. Seit den Mitte 2003 eingeführten EU-weiten Kontrollen werden Sudanfarbstoffe immer wieder in importierten Produkten nachgewiesen. Konzentrierten sich die Kontrollen bisher auf Chilipulver, sind jetzt auch Kurkuma und natives Palmöl im Visier. Die Stoffe finden sich jedoch auch in tomaten- und paprikahaltigen Produkten wie beispielsweise Pesto.
Ferner werden Sudan I und IV für Semtex-Färbungen verwendet.
Das deutsche Mineralölsteuergesetz schrieb in seiner ursprünglichen Fassung von 1964 zur Markierung von steuerbegünstigten Mineralölen (zum Beispiel Heizöl) den Farbstoff Sudanrot 7B (Solvent Red 19) vor. Die Verbindung ist ein Pulverfarbstoff und seine Verarbeitung ist mit den bekannten Nachteilen verbunden, z. B. Expositionsgefahr in Produktion und Verarbeitung, hoher Verbrauch an Lösemitteln zur Herstellung der „packages“ und zeitraubende Lösevorgänge. Mit der Zulassung von modifizierten Farbstoffen wurde das Mineralölsteuergesetz 1977 den aktuellen technischen und gewerbehygienischen Erfordernissen angepasst. Seit diesem Zeitpunkt werden Flüssigfarbstoffe verwendet und verarbeitet. Nach der aktuellen Verordnung und Spezifikation des Bundesfinanzministeriums im Mineralölsteuergesetz und der TRGS 614 (Verwendungsbeschränkungen für Azofarbstoffe, die in krebserzeugende aromatische Amine gespalten werden können) zum Markieren von Mineralöl wird ein Flüssigfarbstoff eingesetzt, der aus zwei Komponenten (CAS-Nummern 56358-09-9 N-(2-Ethylhexyl)-1-({2-methyl-4-[(2-methyl-phenyl)azo]phenyl}azo)naphthayl-1-amin und 57712-94-4 1-({2-Methyl-4-[(2- methylphenyl)-azo]-phenyl}-azo)-N-tridecylnaphthayl-2-amin) besteht. Ferner wird für den Mineralölexport der Farbstoff Solvent Red 215 (CAS-Nr. 85203-90-3) verwendet. Für das gleiche Einsatzgebiet wird der genannte Flüssigfarbstoff (CAS-Nummer 56358-09-9) auch in die Bundesrepublik Deutschland importiert. Darüber hinaus werden nach Kenntnis des AGS aus benachbarten EG-Ländern Mineralöle importiert, die nach den dortigen Vorschriften mit den Azofarbstoffen Sudan IV, Solvent Red 164 (92257-31-3) oder Solvent Red 215 (85203-90-3) eingefärbt sind. Seit 2002 hat die EU einheitlich auf die Kennzeichnung mit dem Gelbmarker Solvent Yellow 124 umgestellt, dessen analytischer Nachweis wesentlich weniger aufwendig durchzuführen ist. Da Solvent Yellow 124 das Heizöl selbst nur unwesentlich färbt, werden ergänzend 4,1 bis 4,9 mg/l der Azofarbstoffmischung Sudanrot M 462 zugesetzt. Sudanrot M 462 besteht aus den o. g. Rotfarbstoffen N-Ethyl-hexyl-(tolylazotolylazo)naphthyl-2-amin und N-Tridecyl-1-(tolylazotolylazo)naphthyl-2-amin und kann das krebserregende o-Toluidin abspalten.

### Missbrauch
Im Dezember 2006 wurde der Leiter der Guangzhou Tianyang Foodstuffs Company im Süden Chinas, einer Firma, welche Lebensmittel in China und im Ausland verkauft, zu 15 Jahren Haft und sein Stellvertreter zu zehn Jahren Haft verurteilt, weil sie den Farbstoff Sudanrot (Sudan III) in Chiliöl und -pulver beigemischt hatten. Zwischen April 2002 und März 2005 sollen sie mit dieser Methode weit über eine halbe Million US-Dollar Gewinn gemacht haben. Ebenfalls fanden britische Lebensmittelkontrolleure am 18. Februar 2005 in Worcestersauce aus englischer Produktion den Farbstoff Sudangelb (Sudan I).

## Sonstiges
- Der Name „Sudan“ ist ein eingetragenes Warenzeichen der BASF für Azofarbstoffe und Anthrachinon-Farbstoffe.[14]